# Friedrich Boden (Unternehmer)

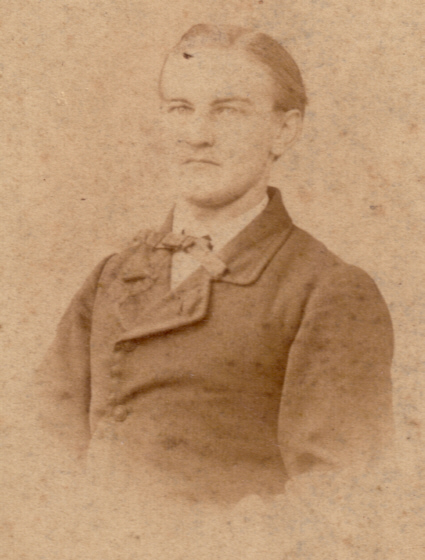
Friedrich Boden als Student in Göttingen, 1863

Friedrich Carl August Boden (* 30. März 1844 in Einbeck; † 12. November 1920 ebenda) war ein deutscher Unternehmer und Brauereibesitzer.

## Leben
Friedrich Boden wurde 1844 in Einbeck als Sohn einer alteingesessenen Kaufmannsfamilie geboren, seine Eltern waren Friedrich August Boden (1804–1867) und Johanna Dorothea Friederike Boden geb. Gohde(n) (1806–1871). Er besuchte das Einbecker Gymnasium bis zu seinem 15. Lebensjahr und wurde dann Landwirt. Im November 1863 ging er nach Göttingen, um an der Georg-August-Universität unter anderem bei dem Agrikulturchemiker Wilhelm Wicke zu studieren. In Göttingen wurde er am 10. November 1863 bei der Verbindung Holzminda aktiv. Nach einem zweijährigen Aufenthalt in Göttingen ging er zurück nach Einbeck. Im Deutsch-Französischen Krieg 1870/1871 diente er als Sanitäter.
In Einbeck gründete er 1873 zusammen mit Domeier die Brauerei Domeier & Boden, die kurz nach seinem Tod mit der Stadtbrauerei zum Einbecker Brauhaus fusionierte. Er meldete mehrere Patente bezüglich der Bier-Herstellung an, so etwa das DRP Nr. 6503 vom 28. November 1878. In Einbeck arbeitete er nebenbei lange Jahre als Bürgervorsteher. Dort starb er 1920.
1874 heiratete er Marie Steinberg. Aus der Ehe gingen fünf Söhne und eine Tochter hervor. Einer der Söhne war der Kabarettist und Schauspieler Wilhelm Bendow, ein anderer Karl Boden, ein bekannter Geologe.